# Catochrysops batchiana
Catochrysops batchiana är en fjärilsart som beskrevs av Tite 1959. Catochrysops batchiana ingår i släktet Catochrysops och familjen juvelvingar. Inga underarter finns listade i Catalogue of Life.